# ローカルワイド番組
ローカルワイド番組（ローカルワイドばんぐみ）は、ローカル番組と呼ばれる民間放送のテレビ・ラジオ局制作の放送番組で、主に生放送の情報番組に分類される番組を指す。ラジオ局では、単に「ワイド番組」とも呼ばれる。

## テレビ
早朝番組や、夕方ワイド番組ではローカルニュースのほか、生活に役立つ情報や、生中継を交えた「街の特ダネ」のような、身近な話題を中心に扱う。関西、中部、福岡県といった都市部の局では、芸能リポーターを起用し独自の芸能情報を放送する番組もある。
ただし、取材に充てるコスト・人員の不足している地方部の番組においては、情報番組を標榜していても、主たる内容は「広告主からの告知（インフォマーシャル）」という番組が多く、放送時間のほとんどが告知という番組も少なくない。
帯番組としている例のほか、「金・土・日」のいずれかの放送であるものも多い。週末に行われる、商業施設の催し物や新規開店のPRに好適なためである。
ラジオのように視聴者投稿を受け付け、放送中に読み上げる番組も多い。これは番組の双方向性をアピールするほか、平坦になりがちな番組内容に変化をつける意味も持っている。
局アナを司会に据える番組がほとんどだが、タレントを起用する例も見られる。

### 早朝・朝
早朝に放送される番組は地域のニュース、天気予報など地元に関連した情報を伝える傍ら、全国ネットの朝の情報番組を補完する役割もある。
中京広域圏・近畿広域圏などでは、自局のスタジオから全国ニュースを独自に放送している例も多く見受けられる。
1990年代にピークを迎えたが、夕方ワイド番組が主流になると各局が次々と自社制作を夕方へシフトしてきており、現在では減少傾向にある。特に、フジテレビ系列・テレビ東京系列の地方局では、2022年現在、朝のローカルワイド番組を制作せず、キー局の番組をフルネットしたうえでローカル枠のみを差し替えることが多い。その反面、現在も放送されている朝ワイドは地元の支持が厚い番組が多い。
日本テレビ系列
- どさんこワイド朝（札幌テレビ）
- あさドレ♪（中京テレビ）[1]
- 朝生ワイド す・またん!（読売テレビ）
- KRYさわやかモーニング（山口放送）
- バリはやッ!（福岡放送）

テレビ朝日系列
- イチモニ!（北海道テレビ）
- ドデスカ!（メ〜テレ）
- おはよう朝日です・おはよう朝日土曜日です（朝日放送テレビ）
- アサデス。KBC（九州朝日放送）

TBS系列
- ウォッチン!みやぎ（東北放送）

独立局
- おはリナ!（TOKYO MX）[2]
- ちば朝ライブ モーニングこんぱす（千葉テレビ）[注 1][3]

### 昼前・昼過ぎ
ここでは、10時頃から15時台前半までに放送が始まる番組を記述する。
日本テレビ系列
- カミング（中京テレビ）[4]※金曜のみ

テレビ朝日系列
- 突撃!ナマイキTV（東日本放送）
- アサデス。7（九州朝日放送）[注 2][5] ※金曜除く
- アサデス。GOLD（九州朝日放送）※金曜のみ
- 地元応援live Wish+（九州朝日放送）
- トコトンHappy（長崎文化放送）※金曜のみ
- ですです。（鹿児島放送）※金曜のみ

TBS系列
- グッチーな!（北海道放送）※木曜のみ
- ひるまでウォッチン!（東北放送）[6]
- ずくだせテレビ（信越放送）
- Soleいいね!（静岡放送）※月曜除く
- ランキンLand!（中国放送）※金曜のみ
- おはようナイスキャッチ（大分放送）

フジテレビ系列
- 石川さん情報Live リフレッシュ（石川テレビ）
- ふるさとライブ（長野放送）
- スイッチ!（東海テレビ）
- ごきげんライフスタイル よ〜いドン!（関西テレビ）
- ひろしま満点ママ!!（テレビ新広島）
- ももち浜ストア（テレビ西日本）
- 英太郎のかたらんね（テレビ熊本）
- かごnew（鹿児島テレビ）

独立局
- ひるポチッ!（群馬テレビ）
- 猫のひたいほどワイド（テレビ神奈川）[注 1] ※金曜除く
- きらきん!（KBS京都）※金曜のみ

### 夕方
日本テレビ系列
- どさんこワイド（札幌テレビ）
- 1550ニュースレーダーWith（青森放送）
- えび☆ステ（秋田放送）※金曜のみ
- 5きげんテレビ（テレビ岩手）
- OH!バンデス（ミヤギテレビ）
- ピヨ卵ワイド（山形放送）
- ゴジてれ Chu !（福島中央テレビ）
- 夕方ワイド新潟一番（テレビ新潟）
- いっちゃん☆KNB（北日本放送）
- となりのテレ金ちゃん・花のテレ金ちゃん（テレビ金沢）
- おじゃまっテレ ワイド&ニュース（福井放送）
- ゆうがたGet!every（テレビ信州）
- まるごと（静岡第一テレビ）
- キャッチ!（中京テレビ）
- かんさい情報ネットten.（読売テレビ）
- テレビ派（広島テレビ）
- every.フライデー（西日本放送）※金曜のみ
- ゴジカル!（四国放送）
- こうちeye（高知放送）
- めんたいワイド（福岡放送）
- 金チカっ!（熊本県民テレビ）※金曜のみ

テレビ朝日系列
- イチオシ!!（北海道テレビ）
- ハレのちあした（青森朝日放送）[7]
- チャージ!（東日本放送）[8]
- シェア!（福島放送）[9]
- ふむふむ（北陸朝日放送）[10]
- abnステーション（長野朝日放送）
- とびっきり!しずおか（静岡朝日テレビ）
- ドデスカ!+（メ〜テレ）
- newsおかえり（朝日放送テレビ）[11]
- ピタニュー（広島ホームテレビ）[12]
- YOU!どきっ（山口朝日放送）
- News+おやっと!（鹿児島放送）
- CATCHY（琉球朝日放送）

TBS系列
- 今日ドキッ!（北海道放送）
- わっち!!（青森テレビ）
- スゴろく（テレビ山梨）
- チャント!（CBCテレビ）
- よんチャンTV（毎日放送）[13]
- ライブ5時 いまドキッ!（RSKテレビ）
- イマナマ!（中国放送）
- mix（テレビ山口）
- タダイマ!（RKB毎日放送）
- Pint（長崎放送）
- Check!（宮崎放送）
- かごよんフライデー（南日本放送）※金曜のみ

テレビ東京系列
- よじごじDays（テレビ東京）

フジテレビ系列
- みんテレ（北海道文化放送）
- ライブBBT（富山テレビ）
- ただいま!テレビ（テレビ静岡）
- NEWS ONE（東海テレビ）
- newsランナー（関西テレビ）[14]
- ミルンへカモン! なんしょん?（岡山放送）
- TSSライク!（テレビ新広島）
- プライムこうちF (高知さんさんテレビ)　※金曜のみ
- 報道ワイド 記者のチカラ（テレビ西日本）[15]
- かちかちLIVE（サガテレビ）
- マルっと!（テレビ長崎）
- ゆ〜わくワイド&News（テレビ大分）
- 4時どき!（テレビ宮崎）

独立局
- イブ6プラス（とちぎテレビ）
- マチコミ（テレビ埼玉）[注 1]
- 5時に夢中!（TOKYO MX）[注 3]
- Mieライブ（三重テレビ）
- NEWS×情報 キャッチ+（サンテレビ）
- ゆうドキッ!（奈良テレビ）
- 6wakaイブニング（テレビ和歌山）※金曜除く
- みんなで作る和歌山情報 わくわく編集部（テレビ和歌山）※金曜のみ

### 週末
週末は土曜を中心に放送（時間帯は午前中や12時、17時台が主流。日曜に編成している局もまれにあり）。
大都市圏のみならず、地方でも老舗局や平成新局を問わず多くのテレビ局が参入している。
日本テレビ系列
- ゴジてれ×Sun!（福島中央テレビ）
- 新潟一番サンデープラス（テレビ新潟）
- ぐ〜たくさん（中京テレビ）
- スパイス!!（日本海テレビ）
- 熱血テレビサタデー（山口放送）
- シアワセ気分!（西日本放送）
- もぎたてテレビ（南海放送）
- ひるじげドン（長崎国際テレビ）
- サタココ（くまもと県民テレビ）
- かごピタFAMILIAR（鹿児島読売テレビ）

テレビ朝日系列
- 夢はここから生放送 ハッピィ（青森朝日放送）
- Go!Go!いわて（岩手朝日テレビ）[16]
- サタナビっ!（秋田朝日放送）
- まるどりっ!UP（新潟テレビ21）
- 駅テレマルシェ（長野朝日放送）
- とびっきり!しずおか 土曜版・日曜版（静岡朝日テレビ）[17]
- Newsジェニック (瀬戸内海放送)
- ひろしま深掘りライブ フロントドア（広島ホームテレビ）
- なるちか!（愛媛朝日テレビ）
- トコトンHappyサタデー（長崎文化放送）
- れじゃぐる（大分朝日放送）
- ぷらナビ+（鹿児島放送）

TBS系列
- じゃじゃじゃTV（IBC岩手放送）
- 土曜ランチTV なじラテ。（新潟放送）
- なるほどプレゼンター!花咲かタイムズ（CBCテレビ）
- せやねん!（毎日放送）
- Bang!+（山陰放送）
- ちぐまや家族plus（テレビ山口）
- サンデーウォッチ（RKB毎日放送）
- かぼすタイム（大分放送）
- つづくさんのどようだよ (^^)（宮崎放送）
- Aランチ（琉球放送）

テレビ東京系列
- スイッチン!（テレビ北海道）

フジテレビ系列
- いっとこ! みんテレ（北海道文化放送）
- サタデーファンキーズ（岩手めんこいテレビ）[18]
- あらあらかしこ（仙台放送）
- 昼ドキ!TV　やまがたチョイす（さくらんぼテレビ）
- サタふく（福島テレビ）
- スマイルスタジアムNST（NST新潟総合テレビ）
- 土曜はこれダネッ!（長野放送）
- おぎやはぎテラス〜きょう、12時にどこ?〜（東海テレビ）
- 生放送てんじんNOW!（テレビ西日本）
- 若っ人ランド（テレビ熊本）
- サタデーパレット（テレビ大分）
- U-doki（テレビ宮崎）
- ナマ・イキVOICE（鹿児島テレビ）

独立局
- SUNNY TIME（KBS京都）

## AMラジオ
AMラジオでは、日中に放送されているワイド番組の大半がローカルワイド番組で、全国ネットのワイド番組の大半は早朝・夜・ナイターオフシーズンの夕方が多い。

### 平日
- 朝刊さくらい・気分上昇ワイド ナルミッツ!!!・カーナビラジオ午後一番!※金曜除く・グッチーのGood Friday!※金曜のみ（HBCラジオ）
- 北海道ライブ あさミミ!・工藤じゅんきの十人十色・まるごと!エンタメ〜ション※金曜除く・ラジオノマド※金曜のみ（STVラジオ）
- あさ採りワイド秋田便（秋田放送）
- 坂ちゃんのずくだせえぶりでい（信越放送）
- とれたてワイド朝生!・でるラジ（北日本放送）
- げつきんワイド!おいね★どいね（北陸放送）
- 良ーいドン!!・午後はとことん よろず屋ラジオ（福井放送）
- つボイノリオの聞けば聞くほど・北野誠のズバリ（CBCラジオ）
- タクマのHAPPY TIMES!!・源石和輝! 抽斗!（東海ラジオ）
- ありがとう浜村淳です・上泉雄一のええなぁ!（MBSラジオ）
- おはようパーソナリティ道上洋三です・ABCパワフルアフタヌーン（ABCラジオ）
- 平成ラヂオバラエティごぜん様さま・おひるーな（中国放送）
- 笑売繁盛! ウメ子食堂・オトナビゲーション（RKBラジオ）
- PAO〜N（KBCラジオ）
- 満腹ワイド ラジDONぶり（長崎放送）
- 城山スズメ（南日本放送）
- ティーサージ・パラダイス（ラジオ沖縄）

など

### 週末
- ごきげんようじ（STVラジオ）
- 十日市秀悦のサタデー横丁・良平のラジオにおいでよ!!（青森放送）
- 水越かおるのすっぴん土曜日・のりこの週刊おばさん白書（IBC岩手放送）
- 高原兄の5時間耐久ラジオ 長て長てこたえられんが（北日本放送）
- ときめきステーション ダブジェネカウントダウン（ぎふチャン）
- きくち教児の楽気!DAY（東海ラジオ）
- 桂塩鯛のサークルタウン（KBS京都）
- 征平・吉弥の土曜も全開!!（ABCラジオ）
- めぐみのラジオ（KBCラジオ）

など

## FMラジオ
FMラジオのワイド番組は平日の朝、夕方に放送されることが多い。また、週末は独立局、JFLで積極的に放送されている。

### 朝・午前
- Morning Morning!・スパクル!! 〜Cool Beats & Pop Life〜 ※金曜除く・北川久仁子のbrilliant days×F ※金曜のみ（AIR-G'）
- アクセル（FM IWATE）
- Morning Brush（Date FM）
- モーニングフリーウェイふくしま（ふくしまFM）
- FM HEADLINE・Gottcha!!（FM-NIIGATA）
- Oasis 79.7（FM長野）
- ONE MORNING AICHI（FM AICHI）
- MORNING SPLASH（FM GIFU）
- ZERO MORNING・MORNING JAM（FM FUKUOKA）
- Gat's Morning!（FMS）
- 〜Good Morning Miyazaki〜JOYFM HYBRID MORNING（JOY FM）
- あさCAFE（μFM）

など

### 午後
- Be My Radio ※金曜除く・北川久仁子のbrilliant days×F ※金曜のみ（AIR-G'）
- GOGOMONZ（NACK5）
- bayfm It!（bayfm）
- FIGUEROA（FM-NIIGATA）
- K-mix Wiz.（K-mix）
- FMKパンゲア!（FMK）

など

### 夕方
- G'-ora 〜ジオラ〜 ※金曜除く・北川久仁子のbrilliant days×F ※金曜のみ（AIR-G'）
- ラジMOTT!(AFB)
- 夕刊ラジオ（FM IWATE）
- SOUND GENIC（Date FM）
- RADIO GROOVE（ふくしまFM）
- B・E・A・T（RADIO BERRY）
- サンセット5（FM GUNMA）
- THE SEITARO★RADIO SHOW「1700」（NACK5）
- The BAY☆LINE（bayfm）
- Skyrocket Company（TOKYO FM）
- Tresen（FMヨコハマ）
- K-mix RADIOKIDS（K-mix）
- SOUND SPLASH（FM-NIIGATA）
- Update Evening!（FM福井）
- EVENING STREET（FM AICHI）
- TWILIGHT MAGIC（FM GIFU）
- ゲツモク!(レディオキューブFM三重)
- Kiss MUSIC PRESENTER（Kiss FM KOBE）
- TWILIGHT PAVEMENT（FM OKAYAMA）
- 江本一真のゴッジ（HFM）
- GO-!EVENIING!（V-air）
- COZINESS（FMY）
- Radio Paradise 耳が恋した!（JOY FM）
- μ's UP! （μFM）

など

### 週末
- ステドラ！～STATION DRIVE SATURDAY（NORTH WAVE）
- Saturday Morning Radio おびハピ!（NACK5）
- BAY SIDE FREEWAY（bayfm）
- God Bless Saturday・SHONAN by the Sea（FMヨコハマ）
- WEST-SIDE TOKYO（FM-FUJI）
- ONE MORNING SATURDAY（FM AICHI）
- SUPERFINE SUNDAY（FM802）

など